# Einspeisesteckdose
Eine Einspeisesteckdose ist ein netztechnisches Konzept zur schnellen, vereinfachten und gebündelten Integration erneuerbarer Energien in das öffentliche Stromnetz. Sie stellt keine physische Steckdose im eigentlichen Sinne dar, sondern ist als Konzeptbegriff im politischen Kontext zu verstehen. Damit wird ein Netzeinspeisepunkt umschrieben, der sich beispielsweise im Mittelspannung- oder Hochspannungsnetz befindet. Die Einspeisesteckdose zielt darauf ab, planbare Standorte für Erneuerbare-Energien-Anlagen zu schaffen, die Netzanschlussprozesse zu vereinfachen und zu beschleunigen sowie die gezielte Ansiedlung von Erneuerbare-Energien-Anlagen im Umfeld der Steckdose zu fördern. Dies soll einen kostengünstigeren und vorausschauenden Stromnetzausbau ermöglichen und den Ausbau erneuerbarer Energien an den freien Kapazitäten im Stromnetz ausrichten.
Beim Netzanschluss-Gipfel des Bundesministeriums für Wirtschaft und Klimaschutz am 16. April 2024 wurde die Fokus-Agenda zur Beschleunigung von Netzanschlüssen beschlossen, wobei die Einspeisesteckdose als innovatives Konzept zum Netzanschluss Bestandteil dieser Agenda ist.

## Energiepolitischer Hintergrund
Am 6. April 2022 hat das Bundesministerium für Wirtschaft und Klimaschutz dem Bundeskabinett das sogenannte „Osterpaket“ (Energiesofortmaßnahmenpaket) vorgelegt. Dieses Gesetzespaket enthält energiepolitische Maßnahmen zur Umsetzung des Koalitionsvertrags und stellt die größte energiepolitische Novelle seit Jahrzehnten dar. Es zielt darauf ab, den Ausbau der erneuerbaren Energien umfassend zu beschleunigen. Am 24. Juni 2022 verabschiedete der Deutsche Bundestag den Gesetzentwurf, um den Ausbau erneuerbarer Energien zu beschleunigen, Engpässe in der Stromversorgung zu beheben und rechtliche Unklarheiten zu beseitigen.
Bis 2030 sollen mindestens 80 Prozent des Stromverbrauchs in Deutschland aus erneuerbaren Energien stammen, um bis 2045 Klimaneutralität zu erreichen. 

## Ausgangslage
Die Vorgaben zum Netzanschluss von Erneuerbare-Energien-Anlagen werden im Erneuerbare-Energien-Gesetz festgelegt. Wagler et al. beschreiben die aktuelle Situation folgendermaßen: Netzbetreiber sind „verpflichtet, jede Netzanschlussanfrage einzeln zu bewerten und den technisch und wirtschaftlich günstigsten Netzverknüpfungspunkt zu benennen. Diese isolierte Bearbeitung hat mehrere Nachteile für die Beteiligten. Projektierer von Erneuerbaren-Energien-Anlagen haben bis zur Vergabe des Netzanschlusspunktes eine hohe Planungsunsicherheit für ihre Projektstandorte und sehen sich nach der Vergabe teilweise mit hohen Netzanschlusskosten konfrontiert. Beim Netzbetreiber führt die Einzelfallprüfung von Anschlussanfragen zu hohen Berechnungsaufwänden, langen Bearbeitungszeiten und reaktiv erfolgendem Netzausbau. Die dadurch notwendigen, vielen Bau-Einzelmaßnahmen führen zu einem ineffizienten, kleinteiligen und unstrukturierten Netzausbau.“

## Lösungsansätze

### Feldsteckdose
In seinem Gutachten „Hemmnisse im Verteilnetzausbau und deren Überwindung“ für die Fraktion Bündnis 90/Die Grünen im Bayerischen Landtag nennt Oliver Brückl vom Institut für Netz- und Anwendungstechnik GmbH erstmals die Idee einer „Feldsteckdose“. Oliver Brückl schlägt damit einen neuen Lösungsansatz vor. Unter dem Stichwort „Feldsteckdose“ schildert er, „dass die Kosten für den Netzanschluss grundsätzlich nicht mehr der Investor/die Investorin einer EE-Anlage zahlen muss, sondern der Netzbetreiber. Im Gegenzug müssen sich die EE-Anlagenbetreiber*innen aber durch einen Solidaritätsbeitrag an den Kosten des Netzausbaus beteiligen, da ja andernfalls alles auf die Netzentgelte abgewälzt würde.“ Der Solidaritätsbeitrag würden laut dem Gutachten zu einer deutschlandweiten Verteilung der Netzausbaukosten beitragen. Das Konzept der „Feldsteckdose“ kann als eine Erweiterung der Einspeisesteckdose gesehen werden, da der Netzbetreiber zusätzlich den Anschluss bis zur Erneuerbaren-Energien-Anlage baut und betreibt. Insgesamt zielen beide Lösungsansätze auf eine Senkung der Gesamtkosten durch eine optimiert Netzentwicklung.

### Einspeisesteckdose

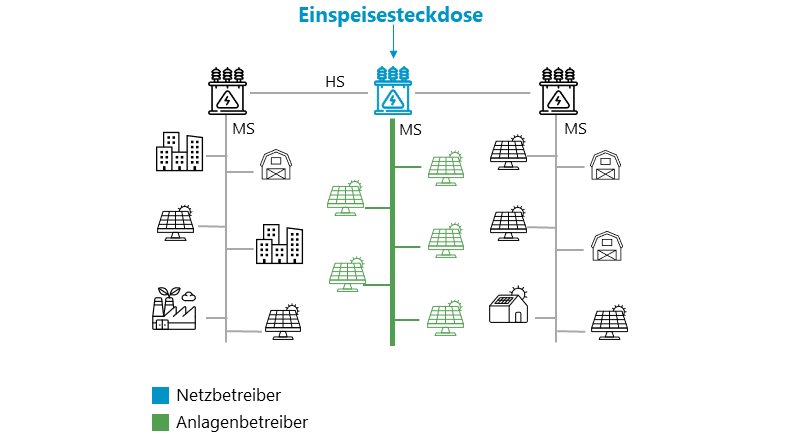
Netzstruktur mit Einspeisesteckdose

Bayernwerk und Lechwerke entwickelten das Konzept der „Einspeisesteckdose“. Diese stellt ein netztechnisches Konzept dar, das erneuerbare Energie-Anlagen schnell, vereinfacht und gebündelt in das Stromnetz integriert. Eine Einspeisesteckdose kann beispielsweise ein Umspannwerk sein, welches sich in der Netzebene zwischen der Hochspannungsebene und der Mittelspannungsebene befindet und unter anderem Leistungstransformatoren umfasst. Besonders vorteilhaft sind Einspeisesteckdosen in der Nähe von Lastzentren, um Synergien zwischen Einspeisung und Bezug zu nutzen.
Der Netzbetreiber kann diese Einspeisesteckdose auf zwei Arten nutzen, die sich in der praktischen Umsetzung vermischen können:
1. Ausbau von Anschlusskapazitäten für erneuerbare Energien im Rahmen eines vorausschauenden Netzausbaus, um Verzögerungen bei der Netzintegration zu vermeiden und die volkswirtschaftlichen Gesamtkosten zu reduzieren. Außerdem können durch frühzeitige Abstimmung mit den kommunalen Partnern notwendige Genehmigungsverfahren im Interesse der Energiewende beschleunigt werden.
2. Clusterung mehrerer Erzeugungsanlagen zur volkswirtschaftlich günstigeren Netzanbindung und zur optimalen Netzauslastung. Zusätzlich können Netzbetreiber im Sinne eines vorausschauenden Ausbaus frühzeitig höhere Einspeisekapazitäten schaffen, sofern Ausbauszenarien zusätzliche Einspeisung prognostizieren.

## Potential und Wirtschaftlichkeit
Durch den proaktiven Ausbau von Netzanschlusskapazitäten in Form von Einspeisesteckdosen können Netzbetreiber Standortsignale für den Zubau von erneuerbaren Energien senden und die verfügbare Kapazität im Verteilnetz nutzen. Dadurch erfolgt eine Nachverdichtung und die Auslastung des bestehenden Netzes wird erhöht. Zudem können die Kosten für Netzengpassmaßnahmen reduziert werden, die sich laut Bundesnetzagentur in Deutschland im Jahr 2022 auf rund 4,2 Milliarden Euro summierten. Die geclusterte Anbindung hat wirtschaftliche Vorteile, da sie eine übergeordnete Netzausbauplanung und Synergieeffekte ermöglicht.